# Soddì
Soddì  (en sardo Soddie) es una localidad italiana de la provincia de Oristán, región de Cerdeña,  con  132 habitantes.

## Evolución demográfica
| Gráfica de evolución demográfica de Soddì entre 1861 y 2001 |
|                                                             |
| Fuente ISTAT - elaboración gráfica de Wikipedia             |